# Schwangau
Schwangau är en kommun och ort i Landkreis Ostallgäu i Regierungsbezirk Schwaben i förbundslandet Bayern i Tyskland. Schwangau, som för första gången nämns i ett dokument från år 1090, har cirka 3 500 invånare. 

## Byggnadsverk i urval
- Neuschwanstein
- Hohenschwangau

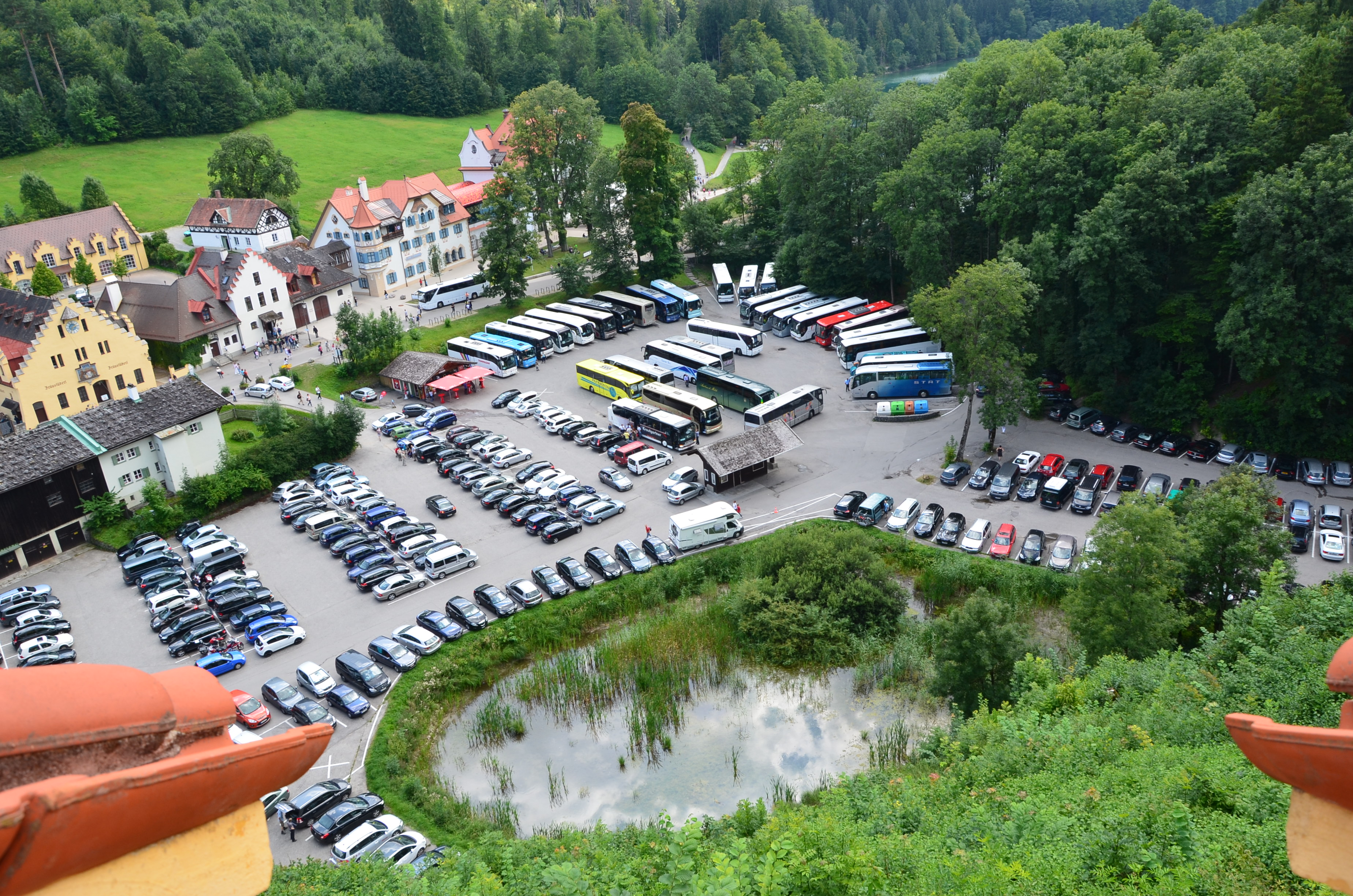
Distriktet Hohenschwangau
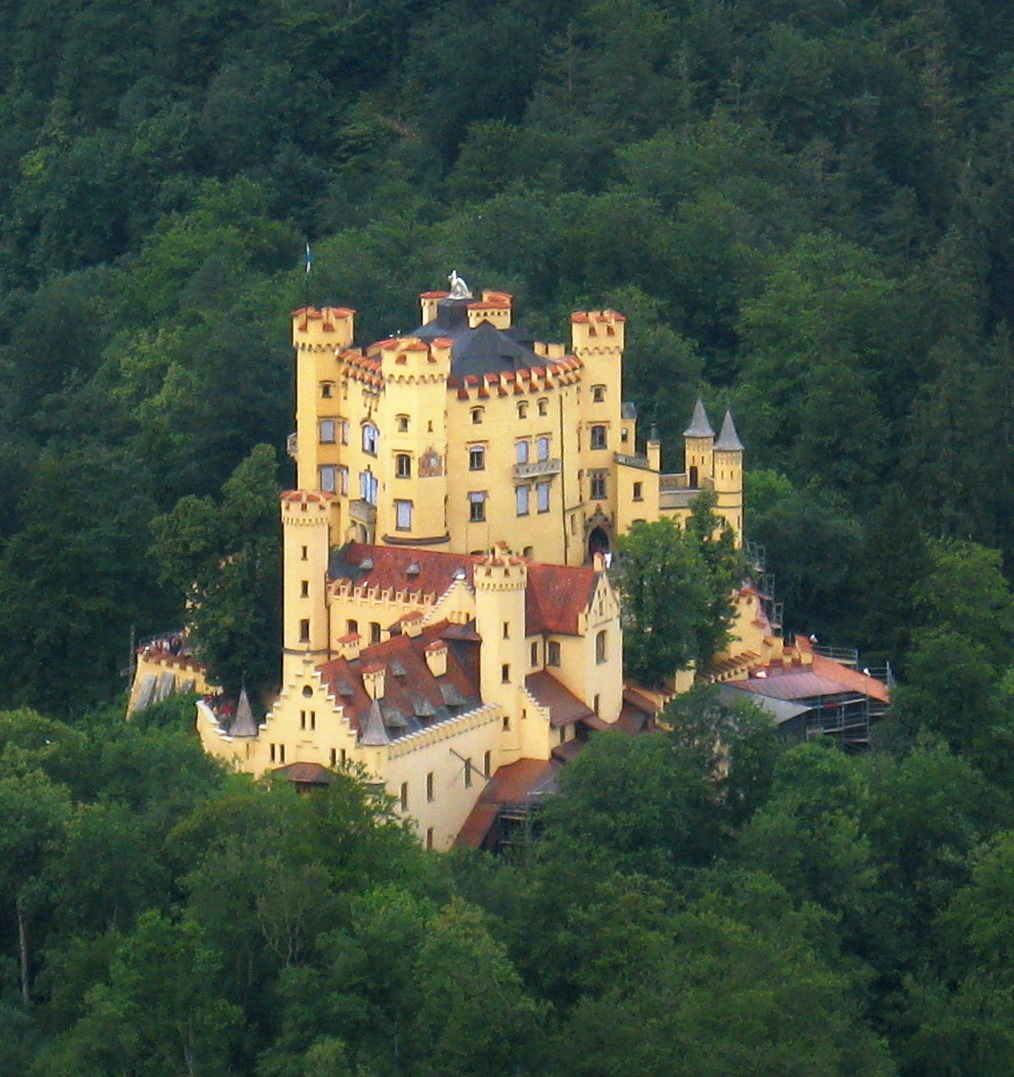
Slott Hohenschwangau
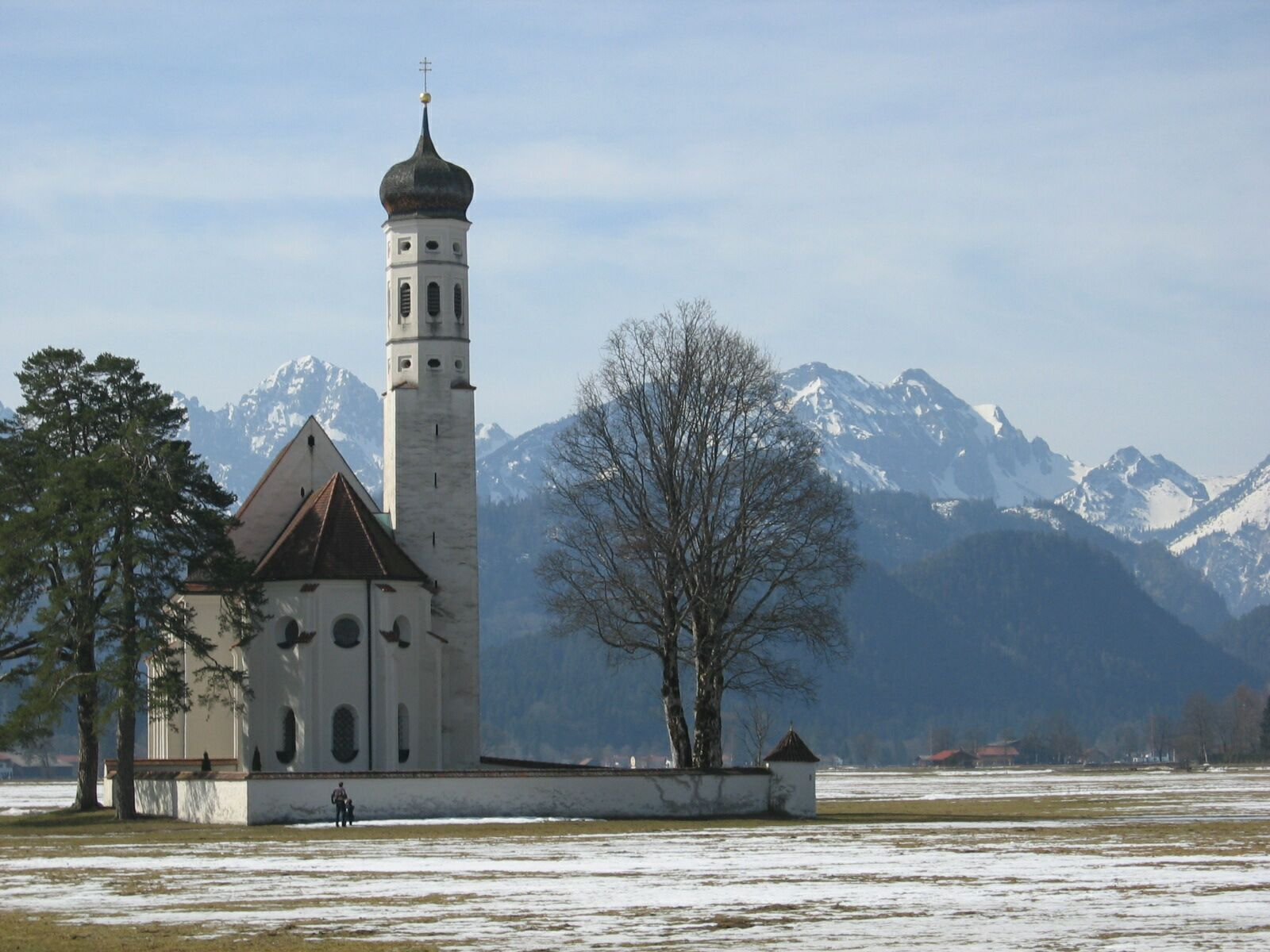
Kyrka St Koloman